# Rick Lapointe
Pour les articles homonymes, voir Lapointe.
Rick Lapointe (né le 2 août 1955 à Victoria au Canada - mort le 17 octobre 1999) est un joueur professionnel canadien de hockey sur glace.

## Carrière
Choisi au repêchage amateur de la LNH 1975 en 5e position par les Red Wings de Détroit, il commence sa carrière dans la Ligue nationale de hockey lors de la saison 1976 avec la franchise du Michigan.

Il joue à Detroit jusqu'en 1977 avant de signer aux Flyers de Philadelphie.
En 1979 il rejoint les Blues de Saint-Louis avant de s'engager en 1982 pour les Nordiques de Québec.

Il terminera sa carrière LNH en Californie, aux Kings de Los Angeles, lors de la saison 1985-1986.
Il a joué 664 matchs en LNH pour un total de 220 points (44 buts et 176 passes) et 831 minutes de pénalités.

## Statistiques
Pour les significations des abréviations, voir Statistiques du hockey sur glace.
| Saison     | Équipe                 | Ligue      |     | Saison régulière | Saison régulière | Saison régulière | Saison régulière | Saison régulière |    | Séries éliminatoires | Séries éliminatoires | Séries éliminatoires | Séries éliminatoires | Séries éliminatoires |
| Saison     | Équipe                 | Ligue      | PJ  | B                | A                | Pts              | Pun              | PJ               | B  | A                    | Pts                  | Pun                  |                      |                      |
| 1971-1972  | Cougars de Victoria    | WCHL       | 4   | 0                | 0                | 0                | 0                |                  |    |                      |                      |                      |                      |                      |
| 1972-1973  | Clippers de Nanaimo    | BCJHL      |     |                  |                  |                  |                  |                  |    |                      |                      |                      |                      |                      |
| 1972-1973  | Cougars de Victoria    | WCHL       | 39  | 3                | 12               | 15               | 21               |                  |    |                      |                      |                      |                      |                      |
| 1973-1974  | Cougars de Victoria    | WCHL       | 66  | 8                | 18               | 26               | 207              |                  |    |                      |                      |                      |                      |                      |
| 1974-1975  | Cougars de Victoria    | WCHL       | 67  | 19               | 51               | 70               | 177              | 12               | 1  | 12                   | 13                   | 26                   |                      |                      |
| 1975-1976  | Red Wings de Détroit   | LNH        | 80  | 10               | 23               | 33               | 95               | --               | -- | --                   | --                   | --                   |                      |                      |
| 1976-1977  | Blues de Kansas City   | LCH        | 6   | 0                | 0                | 0                | 6                | --               | -- | --                   | --                   | --                   |                      |                      |
| 1976-1977  | Red Wings de Détroit   | LNH        | 49  | 2                | 11               | 13               | 80               | --               | -- | --                   | --                   | --                   |                      |                      |
| 1976-1977  | Flyers de Philadelphie | LNH        | 22  | 1                | 8                | 9                | 39               | 10               | 0  | 0                    | 0                    | 7                    |                      |                      |
| 1977-1978  | Flyers de Philadelphie | LNH        | 47  | 4                | 16               | 20               | 91               | 12               | 0  | 3                    | 3                    | 19                   |                      |                      |
| 1978-1979  | Flyers de Philadelphie | LNH        | 77  | 3                | 18               | 21               | 53               | 7                | 0  | 1                    | 1                    | 14                   |                      |                      |
| 1979-1980  | Blues de Saint-Louis   | LNH        | 80  | 6                | 19               | 25               | 87               | 3                | 0  | 1                    | 1                    | 6                    |                      |                      |
| 1980-1981  | Blues de Saint-Louis   | LNH        | 80  | 8                | 25               | 33               | 124              | 8                | 2  | 2                    | 4                    | 12                   |                      |                      |
| 1981-1982  | Blues de Saint-Louis   | LNH        | 71  | 2                | 20               | 22               | 127              | 3                | 0  | 0                    | 0                    | 6                    |                      |                      |
| 1982-1983  | Express de Fredericton | LAH        | 31  | 4                | 14               | 18               | 50               | 12               | 0  | 6                    | 6                    | 8                    |                      |                      |
| 1982-1983  | Nordiques de Québec    | LNH        | 43  | 2                | 9                | 11               | 59               | --               | -- | --                   | --                   | --                   |                      |                      |
| 1983-1984  | Express de Fredericton | LAH        | 54  | 8                | 22               | 30               | 79               | --               | -- | --                   | --                   | --                   |                      |                      |
| 1983-1984  | Nordiques de Québec    | LNH        | 22  | 2                | 10               | 12               | 12               | 3                | 0  | 0                    | 0                    | 0                    |                      |                      |
| 1984-1985  | Kings de Los Angeles   | LNH        | 73  | 4                | 13               | 17               | 46               | --               | -- | --                   | --                   | --                   |                      |                      |
| 1985-1986  | Kings de Los Angeles   | LNH        | 20  | 0                | 4                | 4                | 18               | --               | -- | --                   | --                   | --                   |                      |                      |
| Totaux LNH | Totaux LNH             | Totaux LNH | 664 | 44               | 176              | 220              | 831              | 46               | 2  | 7                    | 9                    | 64                   |                      |                      |